# Rami Kaib
Rami Kaib (arab. ‏رامي كعيب‎, ur. 8 maja 1997 w Nyköping) – tunezyjski piłkarz występujący na pozycji lewego obrońcy w holenderskim klubie sc Heerenveen oraz w reprezentacji Tunezji.

## Kariera klubowa

### IF Elfsborg
W 2014 roku dołączył do akademii IF Elfsborg. W 2016 roku został przesunięty do pierwszej drużyny. Zadebiutował 30 lipca 2016 w meczu Allsvenskan przeciwko Östersunds FK (0:0). Pierwszą bramkę zdobył 2 listopada 2019 w meczu ligowym przeciwko Helsingborgs IF (1:2). W sezonie 2020 jego zespół zajął drugie miejsce w tabeli zdobywając wicemistrzostwo Szwecji.

### sc Heerenveen
13 stycznia 2021 roku podpisał kontrakt z klubem sc Heerenveen. Zadebiutował 20 stycznia 2021 w meczu Pucharu Holandii przeciwko FC Emmen (1:2). W Eredivisie zadebiutował 23 stycznia 2021 w meczu przeciwko Heracles Almelo (1:0). Pierwszą bramkę zdobył 17 lutego 2021 w meczu Pucharu Holandii przeciwko Feyenoordowi (4:3).

## Kariera reprezentacyjna

### Tunezja
Pomimo występów w młodzieżowych reprezentacjach Szwecji, Kaib jest również uprawniony do reprezentowania Tunezji i Libanu. W 2021 roku wyraził chęć gry w reprezentacji Szwecji. W maju 2022 roku Tunezyjska Federacja Piłkarska potwierdziła, że Kaib złożył dokumenty w celu gry dla reprezentacji Tunezji. W czerwcu 2022 roku otrzymał powołanie do reprezentacji Tunezji. Zadebiutował 10 czerwca 2022 w meczu towarzyskim przeciwko reprezentacji Chile (0:2).

## Statystyki

### Klubowe
(aktualne na dzień 19 września 2022)
| Klub               | Sezon              | Liga               | Liga  | Liga   | Puchar kraju | Puchar kraju | Inne  | Inne   | Suma  | Suma   |
| Klub               | Sezon              | Liga               | Mecze | Bramki | Mecze        | Bramki       | Mecze | Bramki | Mecze | Bramki |
| ------------------ | ------------------ | ------------------ | ----- | ------ | ------------ | ------------ | ----- | ------ | ----- | ------ |
| IF Elfsborg        | 2016               | Allsvenskan        | 5     | 0      | 0            | 0            | –     | –      | 5     | 0      |
| IF Elfsborg        | 2017               | Allsvenskan        | 4     | 0      | 1            | 0            | –     | –      | 5     | 0      |
| IF Elfsborg        | 2018               | Allsvenskan        | 23    | 0      | 2            | 0            | –     | –      | 25    | 0      |
| IF Elfsborg        | 2019               | Allsvenskan        | 9     | 1      | 0            | 0            | –     | –      | 9     | 1      |
| IF Elfsborg        | 2020               | Allsvenskan        | 16    | 0      | 4            | 0            | –     | –      | 20    | 0      |
| IF Elfsborg        | Ogólnie            | Ogólnie            | 57    | 1      | 7            | 0            | 0     | 0      | 64    | 1      |
| sc Heerenveen      | 2020/21            | Eredivisie         | 15    | 0      | 3            | 1            | –     | –      | 18    | 1      |
| sc Heerenveen      | 2021/22            | Eredivisie         | 23    | 0      | 3            | 0            | 2     | 0      | 28    | 0      |
| sc Heerenveen      | 2022/23            | Eredivisie         | 6     | 0      | 0            | 0            | –     | –      | 6     | 0      |
| sc Heerenveen      | Ogólnie            | Ogólnie            | 44    | 0      | 6            | 1            | 2     | 0      | 52    | 1      |
| Ogólnie w karierze | Ogólnie w karierze | Ogólnie w karierze | 101   | 1      | 13           | 1            | 2     | 0      | 116   | 2      |

### Reprezentacyjne
(aktualne na dzień 19 września 2022)
| Reprezentacja | Rok     | Mecze | Bramki |
| ------------- | ------- | ----- | ------ |
| Tunezja       |         |       |        |
| 2022          | 2       | 0     |        |
| Ogólnie       | Ogólnie | 2     | 0      |

| Mecze i gole w reprezentacji | Mecze i gole w reprezentacji | Mecze i gole w reprezentacji | Mecze i gole w reprezentacji | Mecze i gole w reprezentacji | Mecze i gole w reprezentacji | Mecze i gole w reprezentacji | Mecze i gole w reprezentacji |
| Lp.                          | Data                         | Miejsce                      | Gospodarz                    | Gość                         | Wynik                        | Gol                          | Rozgrywki                    |
| ---------------------------- | ---------------------------- | ---------------------------- | ---------------------------- | ---------------------------- | ---------------------------- | ---------------------------- | ---------------------------- |
| 1.                           | 10.06.2022                   | Kobe                         | Chile                        | Tunezja                      | 0:2                          |                              | Mecz towarzyski              |
| 2.                           | 14.06.2022                   | Suita                        | Japonia                      | Tunezja                      | 0:3                          |                              | Mecz towarzyski              |

## Sukcesy

### IF Elfsborg
- Wicemistrzostwo Szwecji (1×): 2020

## Życie prywatne
Urodził się w Nyköping, w Szwecji. Jest pochodzenia tunezyjskiego ze strony ojca, i libańskiego ze strony matki.